# Floresta Nacional de Amapá
A Floresta Nacional do Amapá (Flona do Amapá) está localizada no estado do Amapá na região norte do Brasil e pertence ao bioma da Floresta Amazônica.É uma Unidade de Conservação (UC) de Uso Sustentável e tem uma área de 459.867,17ha, sendo a 5ª maior Unidade de Conservação do Amapá. 
A Floresta Nacional do Amapá está inserida nos municípios de Ferreira Gomes, Pracuúba e Amapá; sendo Pracuúba o município que abrange a maior área da Flona do Amapá (50,30%), seguido de Ferreira Gomes (43,49%) e Amapá (6,21%). A área da Flona é limítrofe a outros cinco municípios: ao sul a Flona faz limite com os municípios de Porto Grande, Serra do Navio e uma pequena porção de Pedra Branca do Amapari; a noroeste a UC é limítrofe ao Município de Calçoene, e a leste faz limite com o Município de Tartarugalzinho.
Vale ressaltar que as sedes desses municípios encontram-se distantes da UC, e que esse isolamento da Flona, determinada pelo difícil acesso, distância dos centros urbanos e baixa densidade populacional, tem contribuído para assegurar a manutenção de ecossistemas com elevado grau de conservação e diversidade. Por outro lado, por se tratar de uma UC de uso sustentável, o acesso a áreas produtivas e o escoamento de produção podem ser considerados como um obstáculo para o desenvolvimento local da região.

## Histórico
Em 1974 ocorreu um levantamento detalhado sobre recursos naturais na Amazônia, conduzido pela equipe do Projeto RADAM (MME, 1974), onde recomendava  a conservação da área da região da Floresta Naciona, tendo como base estudos ﬂorísticos e inventários ﬂorestais realizados. Ainda na década de 70, um estudo faunístico sobre espécies endêmicas na região amazônica desenvolvido por pesquisadores do Instituto Estadual de Pesquisas Cientíﬁcas e tecnológicas do Amapá (IEPA), reiterava os resultados de pesquisas realizadas para justiﬁcar a criação de uma unidade de conservação na região onde hoje a Flona está localizada. Na década de 80 um diagnóstico sobre a aptidão agrícola das terras do Amapá, conduzido pelo Ministério da Agricultura, apontava o elevado potencial ﬂorestal da área, ratiﬁcando a vocação ﬂorestal dessa região.
Em 1989, com a criação do IBAMA, e um ano após o território se transformar em Estado do Amapá, a Floresta Nacional do Amapá é legalmente instituída através do Decreto № 97.630, de 10 de abril de 1989,com o intuito de consolidar a visão de futuro do Estado como expoente de conservação, a UC passou a ser designada como Floresta Nacional do Amapá. 
Em janeiro de 2014 foi publicado no diário oficial da união o Plano de Manejo da Floresta Nacional do Amapá. O documento é um dos instrumentos mais importantes para a gestão das unidades de conservação, e no caso da Flona do Amapá proporciona a possibilidade da realização de Concessões Florestais, Uso dos Recursos Florestais Não Madeireiros, e Ecoturismo.
A UC faz parte do Mosaico da Amazônia Oriental (formalmente nomeado como Mosaico do Oeste do Pará e Norte do Pará), promulgado pela Portaria do Ministério do Meio Ambiente nº 04, de 03 de janeiro de 2013.

## Caracterização da área
A Flona do Amapá possui um perímetro de 423,64Km e é limítrofe a outros cinco municípios: ao sul a Flona faz limite com os municípios de Porto Grande, Serra do Navio e uma pequena porção de Pedra Branca do Amapari; a noroeste a UC é limítrofe ao Município de Calçoene e, a leste, faz limite com o Município de Tartarugalzinho. Na região da FLONA existem duas UC que compreendem grande parte do seu entorno: o Parque Nacional (PARNA) Montanhas do Tumucumaque (localizado na porção noroeste da Flona) e a Floresta Estadual do Amapá (Flota). Além das UCs, compõem o entorno projetos de assentamento do INCRA.
O principal acesso é pelo Rio Araguari, saindo do município de Porto Grande, por 50 km de rio. O ponto de chegada é no encontro dos rios Araguari com Falsino, onde está a base operacional da gestão da FLONA. Ainda é possível chegar aos limites da Flona, através de um ramal de 3 km, que liga o município de Serra do Navio as margens do Rio Araguari. No entanto, suas condições são bem precárias.

### Clima
A região da Floresta Nacional do Amapá possui clima do tipo  Af 5, segundo a classiﬁcação de Köppen. Encontra-se sob o domínio do Clima Tropical Quente -Úmido, com chuvas em todas as estações do ano. Possui uma estação seca de curta duração, sendo o índice pluviométrico no mês mais seco (outubro) igual ou superior a 60mm. Todo o Estado do Amapá é dominado por um regime de altas temperaturas e a temperatura média é em torno de 25º-26ºC, sendo que as médias das máximas e mínimas em Serra do Navio, município mais próximo à Flona que apresenta dados disponíveis, são de 32º e 22ºC, respectivamente. 

### Relevo
A maior parte da Floresta Nacional do Amapá tem baixas altitudes, entre 50 e 160m. Entretanto, áreas com maior altitude são registradas na parte noroeste e leste da UC, entre 160 e 200m. Há também ocorrências de maiores altitudes na parte sul da FLONA com picos de até 460m.

### Vegetação
A Floresta Nacional do Amapá possui paisagem caracterizada pela floresta ombrófila densa de terra-firme e apresenta seis tipos de formações vegetacionais:  Floresta Ombróﬁla Aberta, Floresta Ombróﬁla Aberta Submontana, Floresta Ombróﬁla Densa Aluvial, Floresta Ombróﬁla Densa Submontana com dossel emergente, Floresta Ombróﬁla Densa Submontana com dossel uniforme e Floresta Ombróﬁla Densa de Terras Baixas com dossel emergente. Foram identificadas 446 espécies de plantas pertencentes a 75 famílias. Há várias espécies de interesse como cipós de uso comercial, plantas de uso medicinal e para uso madereiro.

### Fauna
De acordo com expedições e estudos realizados na Flona, é conhecido a existência de 361 espécies de aves, 23 espécies de crustáceos, 135 espécies de peixes, 83 espécies de anfíbios, 72 espécies de répteis, 62 espécies de mamíferos não voadores e 69 espécies de morcegos. Ainda é necessário estudos aprofundados acerca das espécies existentes na região, pois ainda há uma grande lacuna de conhecimento quando se trata da Fauna local.

## Turismo
A visitação à Flona do Amapá se dá principalmente pelo acesso do Rio Araguari, por Porto Grande. As principais atrações são seus rios, corredeiras e florestas conservadas, além da população que vive nessa região e sua cultura. A população ribeirinha local está organizada no modelo de Turismo de Base Comunitária, recebendo turistas para conhecerem os rios, as trilhas, as casas de moradores e seus locais de atividades tradicionais. Toda visitação necessariamente é realizada por transporte fluvial, já que a Flona está rodeada por rios. Além disso, por estar na outra margem do rio, também se visita a Floresta Estadual do Amapá.
A Flona do Amapá também é uma das poucas Unidades de Conservação Federais que permite a pesca esportiva, mas unicamente no Rio Araguari.

## Atividades Conflitantes

### Pesca e Caça
A atividade de pesca na área da Floresta Nacional do Amapá é permitida, desde que não ocorra em frente às habitações dos moradores locais; em épocas de defeso ou de forma predatória; e com a utilização de artefatos ilegais. Há um acordo, ainda, com a Colônia de Peca de Porto Grande, de que a atividade seja realizada apenas por pescadores com carteira proﬁssional de pesca e cadastrados na Colônia. 
Apesar da legislação vigente e das orientações do ICMBio quanto à prática dessas atividades, a pesca e a caça na área da UC e no entorno são também praticadas de forma clandestina, tanto por invasores e turistas, que ocasionalmente visitam a área, como também, eventualmente, pela população local. Invasões ocorrem frequentemente na área da UC e, em geral, são realizadas por moradores de municípios vizinhos, notadamente de regiões próximas a assentamentos do INCRA, como Serra do Navio, Tartarugalzinho e Porto Grande. Invasores adentram a UC tanto para a prática de caça e pesca clandestinas, como para a exploração ilegal de recursos ﬂorestais, como madeira e cipós.  Também há registro de autuações aplicadas pelo transporte ilegal de caça na região do Tartarugalzinho e houve apreensões de caça ilegal praticada por morador da UC.

### Garimpo
Existia um grupo de garimpeiros que ocupavam a região da UC até o ano de 2009. Entretanto, as informações disponíveis sobre esse grupo são escassas e se baseiam principalmente em levantamentos realizados em operações de ﬁscalização do IBAMA, no período entre 2003 e 2009, e no diagnóstico do ICMBio sobre o garimpo do Capivara, realizado pela equipe da Flona do Amapá, em 2008. Dados disponíveis indicam que, em 2005, já era veriﬁcada uma substancial redução na população de garimpeiros na região da Floresta Nacional do Amapá. Estima-se que na época de auge do garimpo (década de 1980) havia cerca de mil pessoas atuando na região, porém, apenas sete donos de garimpos foram identiﬁcados pelo cadastramento do IBAMA. Segundo esses dados, apenas um garimpeiro exercia a atividade no entorno, sendo que o restante havia se estabelecido no interior da UC. O garimpo no entorno da Flona estava situado no igarapé do Joseﬁ e no Garimpo do Batata. No interior da UC, um dos garimpos encontrava-se no igarapé da Boca do Braço, outro no igarapé do Tamanduá. 